# كاستيجادا
بلدية كاستيجادا (بالإسبانية: Casatejada)‏، هي بلدية تقع في مقاطعة قصرش والتي تقع في منطقة إكستريمادورا، غرب إسبانيا.
يبلغ عدد سكانها 1.264 نسمة وفقاً لإحصائية سنة (2002).

## أعلام
- خوسيه أنطونيو بافون